# Île Livingston
Pour les articles homonymes, voir Livingston.

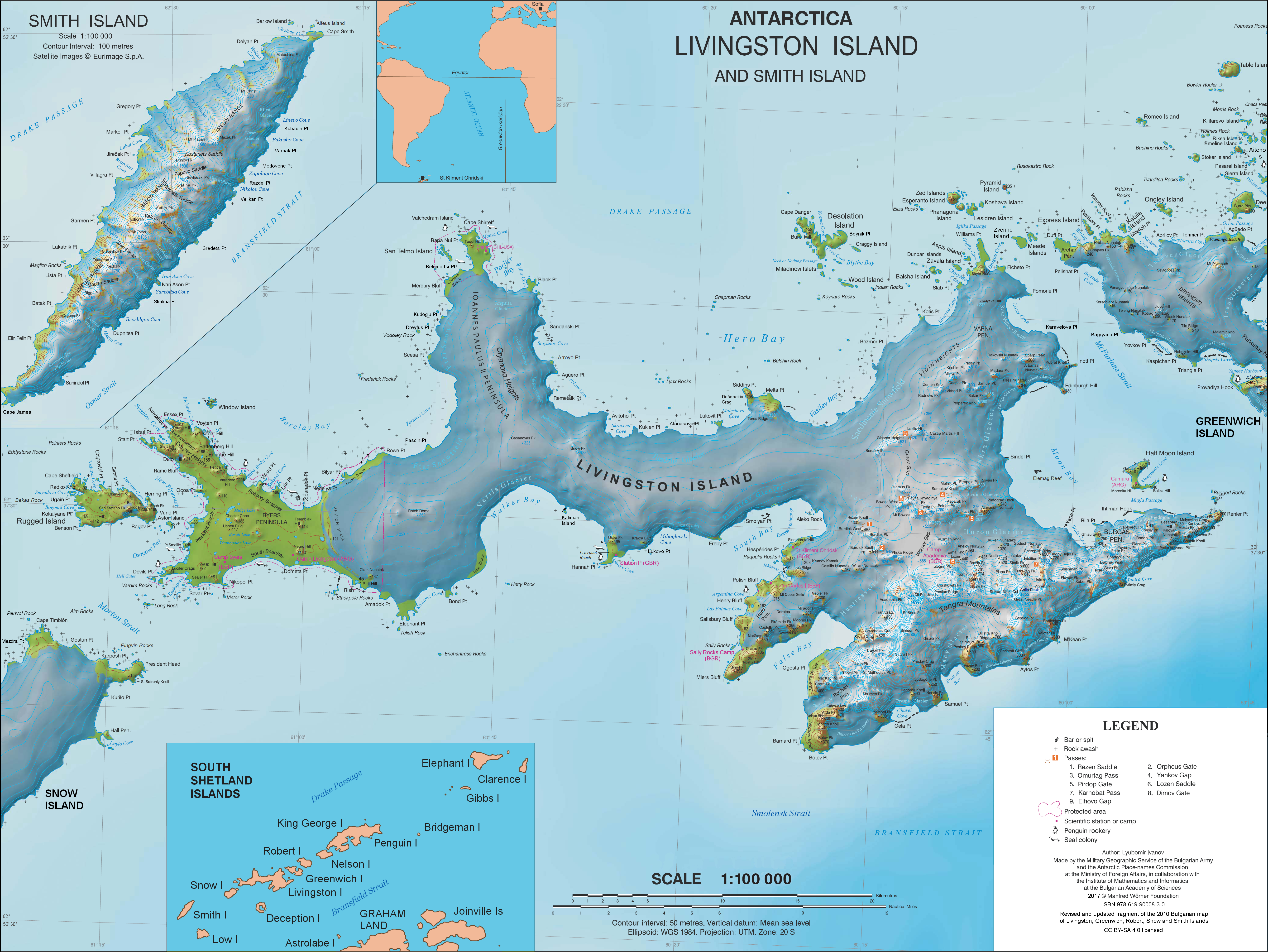
Topographic map of Livingston Island and Smith Island.

L'île Livingston (Smolensk) est la deuxième  île par la taille de l'archipel des  Shetland du Sud situé au nord de l’Antarctique. Sa longueur est de 73 km dans le sens est-ouest, et sa superficie de 974 km2. Le point Hannah sur le littoral sud et l’île Half Moon, près de la côte est, sont des destinations parmi les plus populaires du tourisme antarctique et austral extrême, souvent visitées par des bateaux d’excursion.

## Géographie
L'île est située dans l’océan Atlantique entre le passage de Drake et le détroit de Bransfield, aux distances respectives de 110 km au nord-ouest de la péninsule Antarctique et de 809 km au sud-sud-est du cap Horn.
Son sommet principal, la montagne de Tangra, est situé au sud-est de l'île et culmine à 1 700 m au mont Friesland (en) sur la crête éponyme (en). La majeure partie de sa surface est recouverte d'une calotte de glace, qui forme la ligne côtière dans beaucoup de secteurs. Le climat est antarctique maritime. Les températures sont plutôt constantes : elles n'excèdent que rarement 3°C l'été et ne descendent que peu en dessous de –11°C pendant l'hiver. Toutefois, l'île est célèbre pour son mauvais temps, qui est hautement variable, venteux, humide et très peu ensoleillé.

## Découverte
Livingston a été découvert par l'Anglais William Smith, le 19 février 1819, et pendant les années qui suivirent, l'île est devenue un centre d'exploitation de ressources vivantes marines. Il reste de cette époque des cabanes, des bateaux et d'autres objets façonnés par les chasseurs de phoques américains et anglais du XIXe siècle. Livingston possède la plus grande concentration de lieux historiques ou symboliques de l'Antarctique, après la Géorgie du Sud.

## Bases scientifiques et camps
L'île est régie par le régime du traité sur l'Antarctique. Les bases Juan Carlos I (Espagne) et Saint-Clément-d’Ohrid (Bulgarie) se trouvent dans la baie sud de Livingston depuis 1988, et la petite base du cap Shirreff (en) (Chili et É.-U.) est, elle, active depuis 1991.  
En 2004, des scientifiques bulgares ont implanté le camp Académie, au pied de la montagne de Tangra, à 541 m d'altitude. Ce camp est relié à la base bulgare par une route de 11 km et à la base espagnole par une autre de 12,5 km.   
Sur la péninsule de Byers (en) se trouvent deux autres camps : le camp Byers (en) (Espagne) et le camp Livingston (en) (Argentine).  

## Protection
Deux  des 76 zones spécialement protégées de l'Antarctique se trouvent sur l'île :
- La péninsule de Byers (ASPA/ZSPA-126) ;
- Le cap Shirreff (en) et l'île San Telmo (en) ((ASPA/ZSPA-149).

## Images

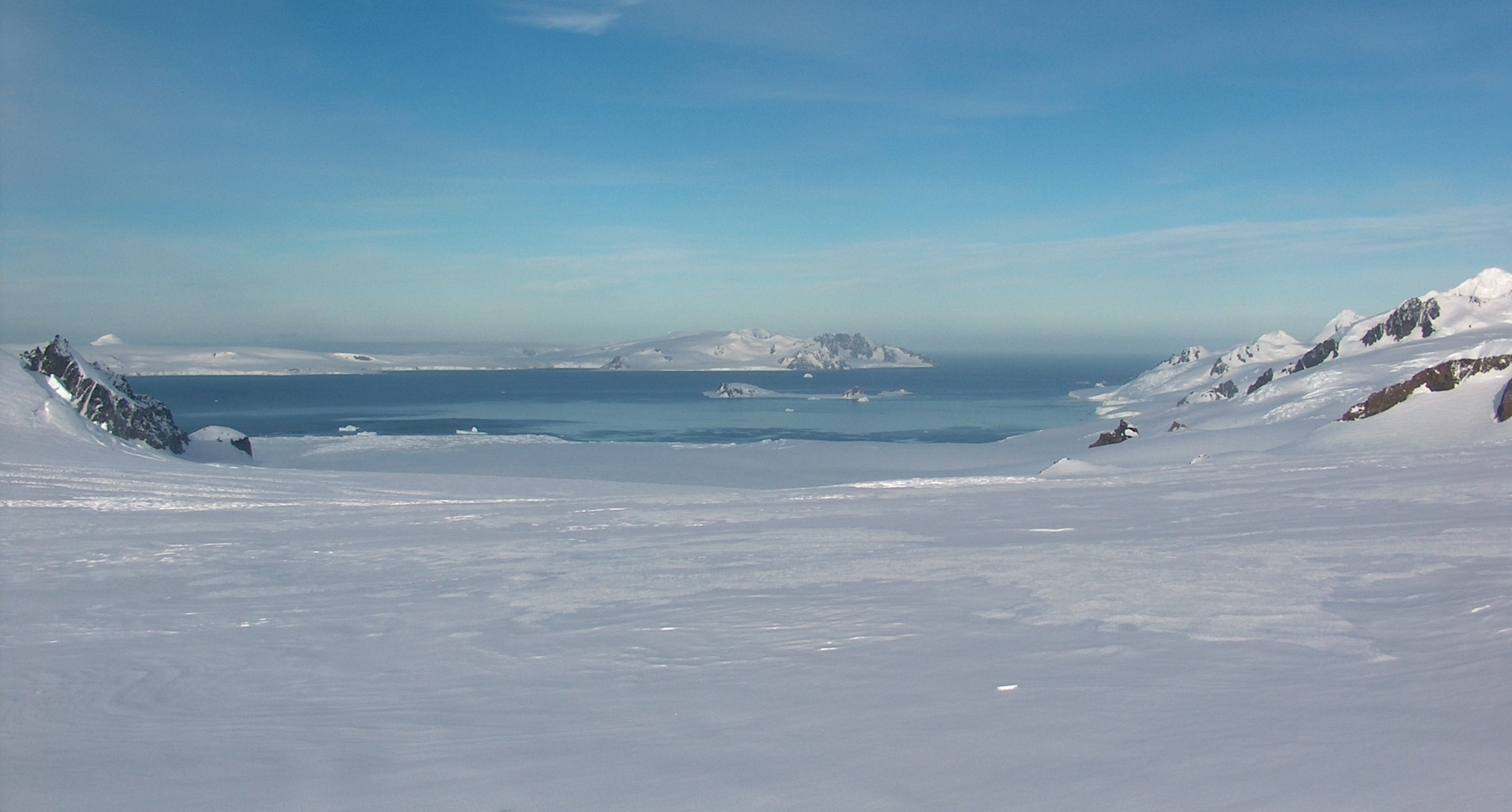
Le glacier Huron, Moon Bay et le détroit de McFarlane vus depuis le Camp Academia, avec l'île Demi Lune et l'Île Greenwich en arrière-plan.
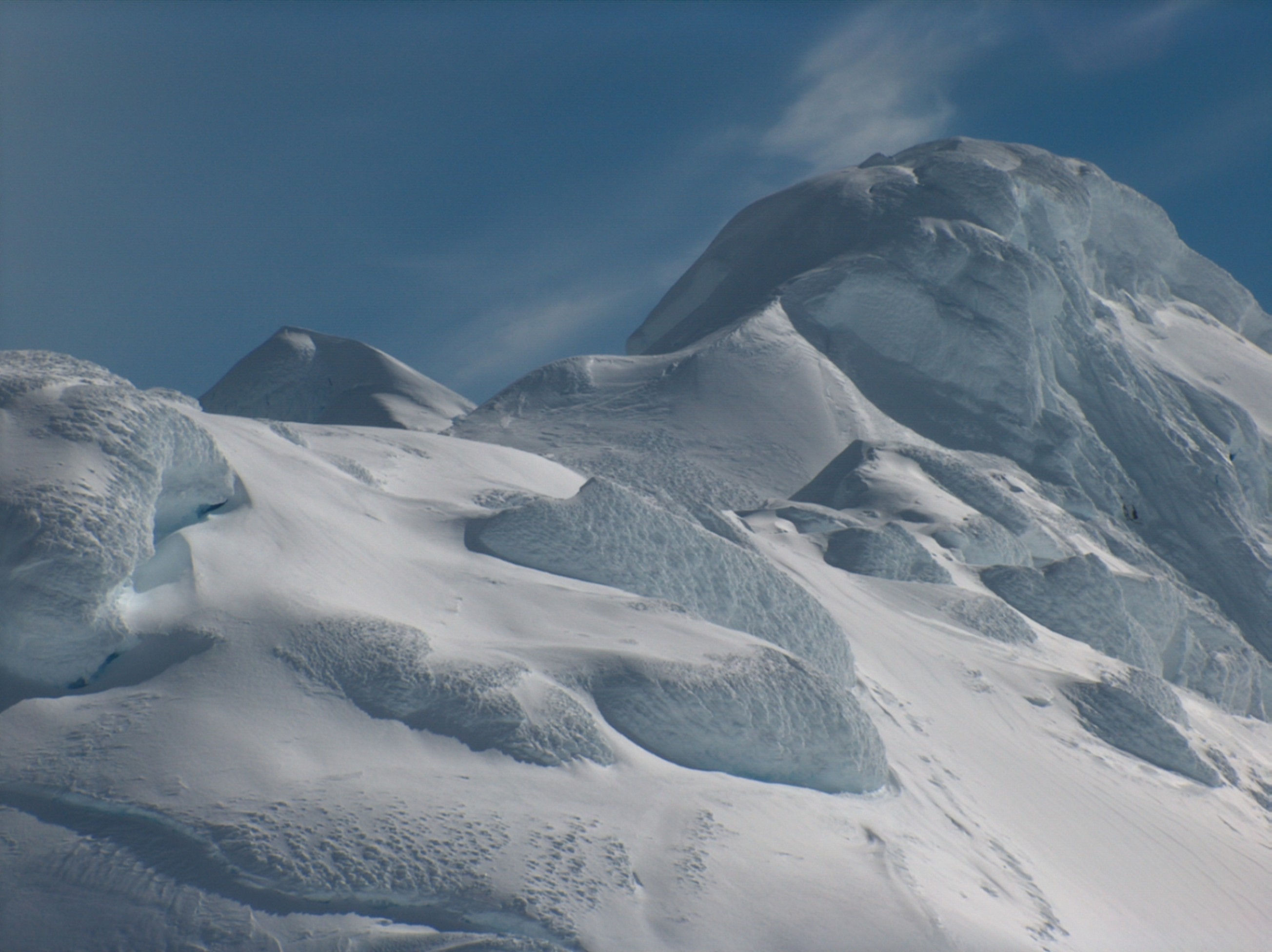
Le Mont Friesland.

## Cartes

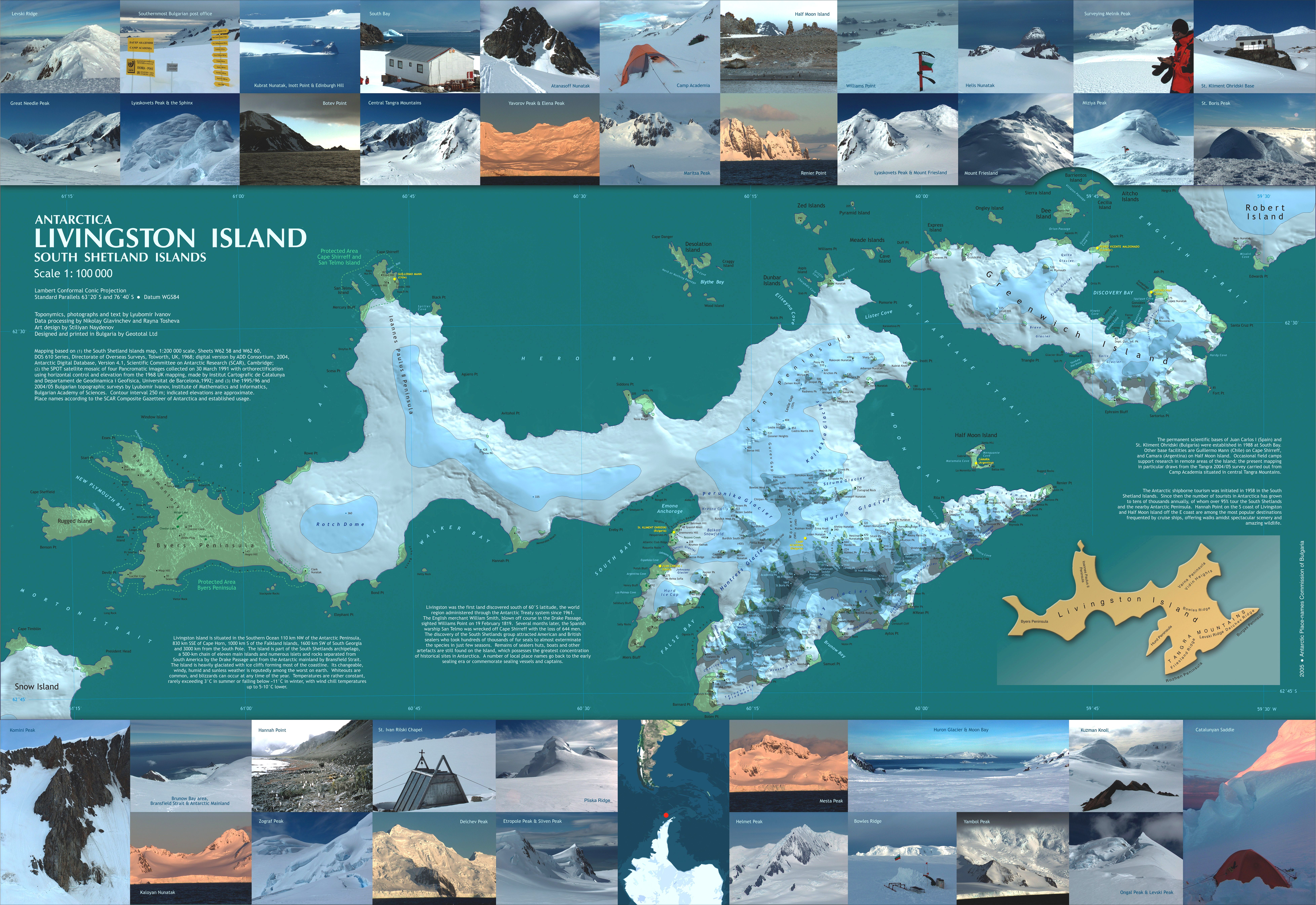
Carte des îles de Livingston et de Greenwich

- (en) Antarctica: Livingston Island, South Shetland Islands (from English Strait to Morton Strait, with illustrations and ice-cover distribution), 1:100000 scale topographic map, Antarctic Place-names Commission of Bulgaria, Sofia, 2005
- L.L. Ivanov Antarctica: Livingston Island and Greenwich, Robert, Snow and Smith Islands. Scale 1:120000 topographic map. Troyan: Manfred Wörner Foundation, 2009.  (ISBN 978-954-92032-6-4)
- (en) L.L. Ivanov. Antarctica: Livingston Island and Smith Island. Scale 1:100000 topographic map. Manfred Wörner Foundation, 2017.  (ISBN 978-619-90008-3-0)